# Fjordavisen.nu
Fjordavisen.nu er en elektronisk privatejet lokalavis i Hadsund, med relation til Mariagerfjord og omegn. Den startede med at komme i 2011.
Netavisen er reklamefinansieret, og udgives ikke sammen med en papiravis.
Fjordavisen.nu har mellem 6000 og 15000 besøgende om dagen.[kilde mangler]